# Apamea coloradensis
Apamea coloradensis är en fjärilsart som beskrevs av Embrik Strand 1921. Apamea coloradensis ingår i släktet Apamea och familjen nattflyn. Inga underarter finns listade i Catalogue of Life.